# Sumitomo Forestry
Sumitomo Forestry je japonská společnost zabývající se správou lesů a zpracováním dřeva, potažmo i výstavbou domů ze dřeva. Společnost byla založena v roce 1691 a spravuje na 40 500 hektarů lesů.

## Historie
Roku 1691 vytěžila společnost Sumitomo první stromy, které byly použity k opevnění dolu Besshi. Vedení tohoto dolu v roce 1894, tedy o 203 let později, rozhodlo, že budou vykácené stromy opět zasazeny. Roku 1898 bylo v dole v Besshi založeno lesnické oddělení, které spravovalo les v okolí dolu. Tato společnost svou působnost rychle rozšířila na ostrovy Sumatra, Borneo a Jáva, kde bylo mnoho zdrojů dřevin.
Roku 1948 byla společnost rozdělena do šesti dceřiných společností, které se zabývaly různými odvětvími včetně dřevařství a těžby. Firmy Toho Norin Co., Ltd. a Shikoku Ringyo Co., Ltd. se spojily a vytvořily společnost Sumitomo Forestry.
Roku 1956 začala společnost dovážet a zpracovávat dřevo ze zahraničí. Roku 1991 byl založen Výzkumný ústav Tsukuba. V témže roce byl zahájen projekt ochrany a obnovy pralesů v Indonésii.
V roce 2002 byla založena dceřiná společnost Bennett SFS LLC se sídlem v Seattlu. Ta staví dřevěné domy na americké půdě. V roce 2004 vstupuje společnost na čínský trh. V roce 2008 začala společnost spolupracovat s JAXA.
V roce 2011 vznikla elektrárna na biomasu Kawasaki. V roce 2014 se naplno rozjely investice do elektráren na biomasu. V tom samém roce odkoupila společnost Sumitomo Forestry společnost obchodující v stavebnictví Gehan Homes, ltd.
Roku 2016 odkoupila společnost Sumitomo Forestry pozemky na Novém Zélandu o celkové výměře 30 000 hektarů. V roce 2018 byl představen projekt W350 project.

## Produkty
Společnost Sumitomo Forestry se soustředí hlavně na těžbu a zpracování dřeva, ochranu lesních porostů a stavbu udržitelných staveb, především rodinných domů.